# Antonín Holý

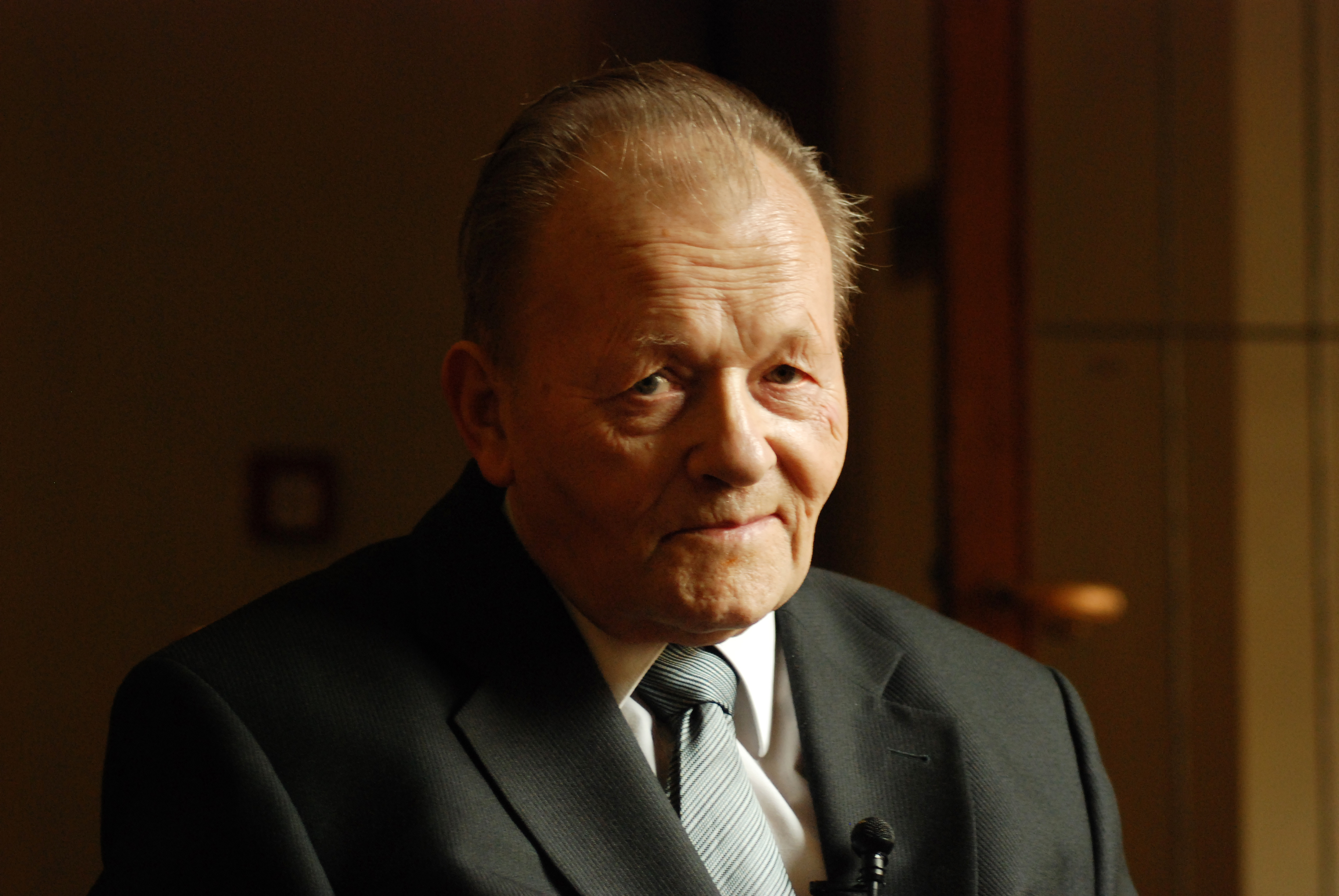
Antonín Holý (2007)

Antonín Holý (Praag, 1 september 1936 – aldaar, 16 juli 2012) was een Tsjechische scheikundige, die vooral bekend is voor de ontwikkeling van antivirale geneesmiddelen waaronder hiv-remmers en geneesmiddelen voor de behandeling van hepatitis B. Hij wordt beschouwd als een van de meest succesvolle Tsjechische wetenschappers.
Holý heeft meer dan 600 wetenschappelijke publicaties en een 60-tal patenten op zijn naam staan. Hij ontving diverse eredoctoraten voor zijn werk.

## Biografie
Holý studeerde van 1954 tot 1959 organische chemie aan de Karelsuniversiteit Praag. Hij doctoreerde van 1960 tot 1963 in de organische synthese aan het Instituut voor Organische Chemie en Biochemie (IOCB) van de Tsjechoslovaakse Academie der Wetenschappen. Na zijn doctoraat ging hij aldaar aan de slag en bleef er actief tot 2002. In 1992 veranderde zijn werkgever van naam - als gevolg van de splitsing van het land in Tsjechië en Slowakije - en werd dit de Tsjechische Academie der Wetenschappen. 
In 1983 werd hij hoofd van zijn onderzoeksgroep en in 1987 hoofd van het departement. In 1994 werd hij benoemd als directeur van het IOCB. 
Hier ontmoette hij de Belgische viroloog Erik De Clercq van het Rega Institute for Medical Research, verbonden aan de Katholieke Universiteit Leuven. Dit leidde vanaf 1976 tot een intense samenwerking tussen beide wetenschappers. Samen ontwikkelden ze de geneesmiddelen tenofovir, hepsera en truvada. Deze laatste werd door de FDA goedgekeurd op de dag van zijn overlijden.
Zijn onderzoek spitste zich voornamelijk toe op nucleïnezuren en nucleotiden.

## Erkentelijkheden
- 1984 - Staatsprijs voor Chemie
- 1998 - Hanuš' Medaille van de Tsjechische Chemie-associatie
- 1999 - Eredoctoraat van de Palacký-Universiteit in Olomouc
- 2001 - Descartesprijs van de Europese Unie
- 2003 - Eredoctoraat van het Rega Institute for Medical Research, KU Leuven
- 2004 - Praemium Bohemiae van de Tsjechische Academie der Wetenschappen
- 2005 - Eredoctoraat van de Universiteit van Gent
- 2005 - De Merit Medaille van de Faculteit Wetenschappen van de Karelsuniversiteit Praag
- 2006 - Lidmaatschap van de European Academy of Sciences and Arts (Salzburg)
- 2006 - Eredoctoraat van het Instituut voor Chemische Technologie te Praag
- 2007 - Staatprijs Česká hlava
- 2008 - Erehoogleraarschap aan de Universiteit van Manchester
- 2009 - Eredoctoraat van de Zuidboheemse Universiteit in České Budějovice

## Publicaties (selectie)
- 2005 - Principles of bioorganic chemistry in the design of antivirals and cytostatics